# Kreisamt Idstein
Das Kreisamt Idstein (auch Kreis Idstein) war 1849 bis 1854 ein Landkreis im Herzogtum Nassau mit Sitz in Idstein.
Nach der Märzrevolution 1848 wurde die Verwaltung neu geordnet. Mit Gesetz vom 4. April 1849 wurden in Nassau Verwaltung und Rechtsprechung auf unterer Ebene getrennt. Die Reform trat zum 1. Juli 1849 in Kraft. Für die Verwaltung wurden 10 Kreisämter gebildet, die Ämter als Justizämter (also Gerichte der ersten Instanz) weitergeführt.
Das Kreisamt Idstein wurde aus den bisherigen Ämtern Idstein und Usingen gebildet und war für die Verwaltungsaufgaben zuständig. Die Rechtsprechung in der untersten Instanz verblieb in den Ämtern, die nun Justizämter genannt wurden. An der Spitze des Kreisamtes stand ein Kreisamtmann (das war die Bezeichnung des Landrats) mit einem Kreissekretär als Vertreter. In Idstein wurde der bisherige Usinger Amtmann Daniel Spieß zum Kreisamtmann ernannt. Neben dem ernannten Kreisamtmann wurde erstmals ein gewählter Kreisbezirksrat eingerichtet.
Die Frage des Kreisamtssitzes wurde in der Ständeversammlung kontrovers diskutiert. Der Usinger Abgeordnete Heinrich Wilhelm Preiß setzte sich vehement für die alte nassauische Residenzstadt Usingen als Sitz ein. Usingen hatte bereits den Sitz des Hof- und Appellationsgerichtes an Wiesbaden verloren und sollte nicht noch eine weitere Behörde verlieren. Die Idsteiner, deren Wortführer Gustav Justi war, konnten sich jedoch in der Abstimmung mit 27 zu 6 Stimmen durchsetzen. Vorher war noch Camberg als dritter Vorschlag in den Raum gestellt worden. 1851 erhielt Usingen als Ausgleich das Lehrerseminar von Idstein.
Die Reform wurde jedoch bereits am 1. Oktober 1854 wieder rückgängig gemacht, die Kreise wieder abgeschafft und die vorigen Ämter wiederhergestellt.